# Weidenholz
Als Weidenholz wird das Holz verschiedener Arten der Weiden (Gattung Salix) bezeichnet, die als Nutz- und Brennholz verwendet werden. In Europa ist dies vor allem die Silberweide (Salix alba) sowie verschiedener Unterarten und Varietäten wie die Trauer-, die Kricket- und die Dotterweide. Es wird für unterschiedliche Anwendungen insbesondere als Rund-, Industrie- und Schnittholz, zudem werden erhebliche Mengen energetisch verwertet (als biogener Brennstoff unter anderem in Heizwerken). Zunehmend wird Weidenholz ebenso wie Pappelholz nicht nur im Forst, sondern auch in Kurzumtriebsplantagen erzeugt.
Nach DIN 4076 ist „WDE“ das Kurzzeichen für die Silberweide.

## Eigenschaften
Die mit zahlreichen Arten, Züchtungen und Hybriden vertretene Gattung der Weiden lässt sich aufgrund ihrer Wuchsformen allgemein in Baumweiden und Strauchweiden aufteilen. Dabei wachsen die meisten Arten strauchartig in unterschiedlichen Wuchshöhen, nur wenige Arten bilden Bäume mit durchgehenden Baumstämmen aus. Hierbei handelt es sich vor allem um die Silberweide sowie mit Einschränkungen um die Bruchweide (Salix fragilis) und die Salweide (Salix caprea). Erstere ist dabei die mit Abstand am häufigsten genutzte Weidenart. Strauchartige Weiden spielen als Holzlieferanten keine Rolle, können jedoch als Flecht- und Bindeweiden von Bedeutung sein. Hier sind vor allem die Korbweide (Salix viminalis) und die Purpurweide (Salix purpurea) sowie die eingeführte Amerikanische Weide (Salix amaricana) zu nennen.
Silberweiden wachsen unter günstigen Bedingungen zu mittelgroßen Bäumen mit Höhen von 20 bis 30 Metern und 1 Meter Durchmesser mit geradem, zylindrischen Stamm nutzbaren Schaftlänge von 10 Metern heran. Im Freistand sind die Stämme allerdings häufig krummwüchsig. Weiden sind wie Pappeln raschwüchsig und bereits nach 30 bis 50 Jahren ausgereift. Ein Weidenbestand kann bei guten Bedingungen pro Jahr und Hektar einen Zuwachs von 15 bis 25 Festmeter Holz produzieren. Zum Vergleich: Buchen schaffen an guten Standorten einen Zuwachs von 6 bis 8 Festmetern.
Die Weiden zählen zu den Kernholzbäumen mit Farbkernbildung. Die Splintholzzone ist in der Regel breit und weißlich bis gelblich-weiß, der Kern ist hellbräunlich bis rötlichbraun. Die Jahrringe sind auffällig breit und gut gegeneinander abgesetzt, wozu ein dichtes Spätholzband beiträgt. Die Längsflächen sind entsprechend im Tangentialschnitt gefladert oder im Radialschnitt gestreift. Die Poren sind fein und treten zerstreut als Einzelporen oder in kleinen Gruppen auf, sichtbar sind sie nur mit der Lupe.
Das Holz verschiedener Weidenarten ist optisch nicht voneinander zu unterscheiden und gleicht sich auch in den physikalischen Eigenschaften; auch dem Pappelholz ähnelt es sehr stark. Es ist grobfaserig und sehr weich mit einer Rohdichte von 560 kg/m3 bei 12 bis 15 % Holzfeuchte. Es ist wenig elastisch und wenig fest, zugleich jedoch sehr leicht. Die Schwindung ist mäßig und es ist sehr anfällig gegenüber Pilzen und Insektenbefall, eine Imprägnierung ist im Splintholz gut und im Kernholz nur mäßig machbar.
Das Holz kann aufgrund seiner Struktur gut bearbeitet werden, fasert jedoch leicht aus und bildet wollige Oberflächen. Es ist leicht zu sägen, messern und zu schälen und besitzt eine sehr gute Spaltbarkeit. Die Biegeeigenschaften sind unbefriedigend, Verleimungen und Verschraubungen sind problemlos.

## Verwendung

### Stoffliche Verwendung
Das Holz der Weiden wird in den gleichen Anwendungsbereichen wie Pappelholz eingesetzt. Es wird vor allem als Rund-, Industrie- und Schnittholz, zudem werden erhebliche Mengen energetisch verwertet (als biogener Brennstoff unter anderem in Heizwerken). Es wird zu Spanplatten und Spanholzformteilen sowie zu Schälfurnieren verarbeitet und als Blindholz für Möbel eingesetzt. Wie Pappelholz wird es zudem in der Zündholzindustrie verarbeitet, außerdem werden aus Schälfurnier der Pappel Sperrholz, Schichtholz für gebogene Formteile, Spankörbe für Obst und Gemüse und Geschenkverpackungen produziert. Auch Messerfurnier wird aus Pappelholz hergestellt.
Das Holz wird auch zu Zeichenbrettern, Haushaltsgeräten, Zahnstochern und Schneeschaufeln weiterverarbeitet. Es eignet sich auch gut zur Fertigung von Faserplatten und zur Erzeugung von Zellstoff und Papier. Weiters wird Weidenholz zu Holzwolle verarbeitet. Speziell in England stellt Weidenholz den Werkstoff zur Herstellung der Schlagbretter von Cricketschlägern dar und hat die Aufgabe, den bis zu 130 km/h schnellen Ball in seinem Aufprall zu dämpfen (die Kricketweide, eine Unterart der Silberweide, erhielt hierdurch ihren Namen).

### Energetische Verwendung
Der Brennwert von Weidenholz liegt wie beim Pappelholz mit 19,8 MJ/kg zwischen dem von Fichten- und Buchenholz. Aufgrund der geringen Dichte ist die Energieausbeute des Holzes bezogen auf das Holzvolumen (z. B. pro Ster oder pro Schüttraummeter) geringer als die anderer Brennhölzer.
Neben Pappeln stellen Weiden als schnellwachsende Baumsorten die wichtigsten Baumarten für den Anbau in Kurzumtriebsplantagen dar. Bei Weidenholz aus Kurzumtriebsplantagen, die bereits nach wenigen Jahren geerntet werden, beträgt der Ascheanteil mit 1,8 % rund das Dreifache von Fichtenholz aus dem Forst.

## Belege